# Östervallskogsdräkten

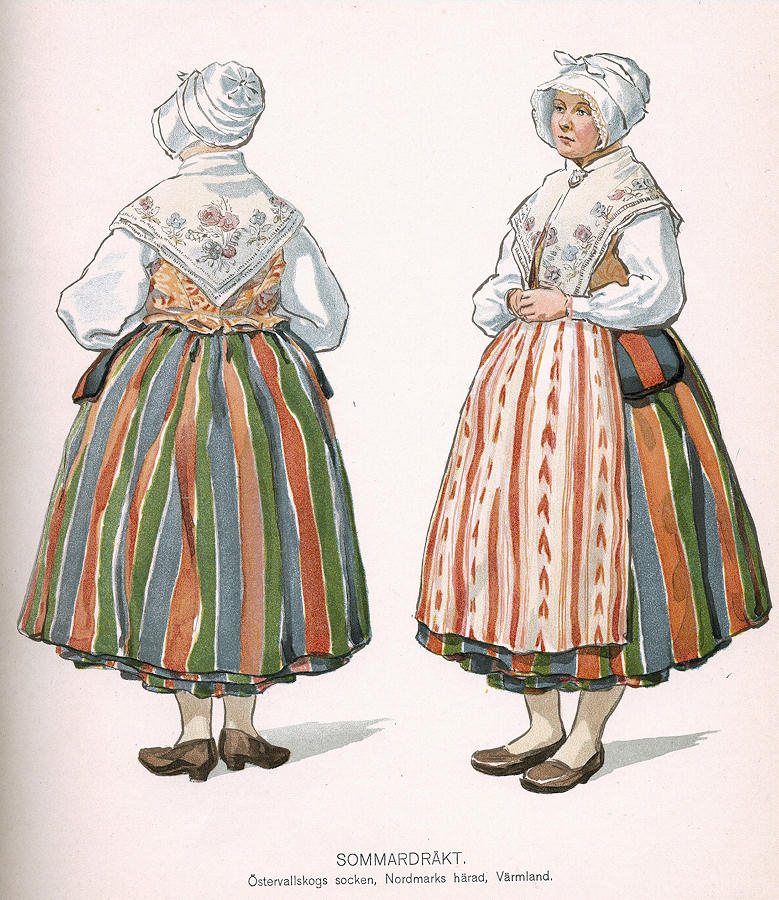
Kvinna i sommardräkt från Östervallskogs socken, Nordmarks härad, Värmland.

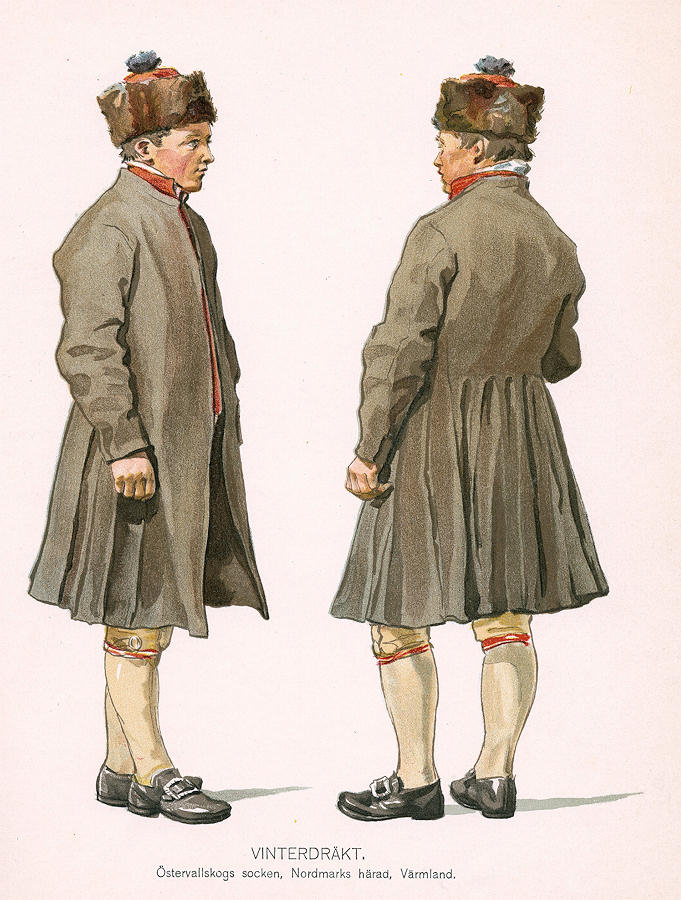
Man i vinterdräkt från Östervallskogs socken, Nordmarks härad, Värmland.

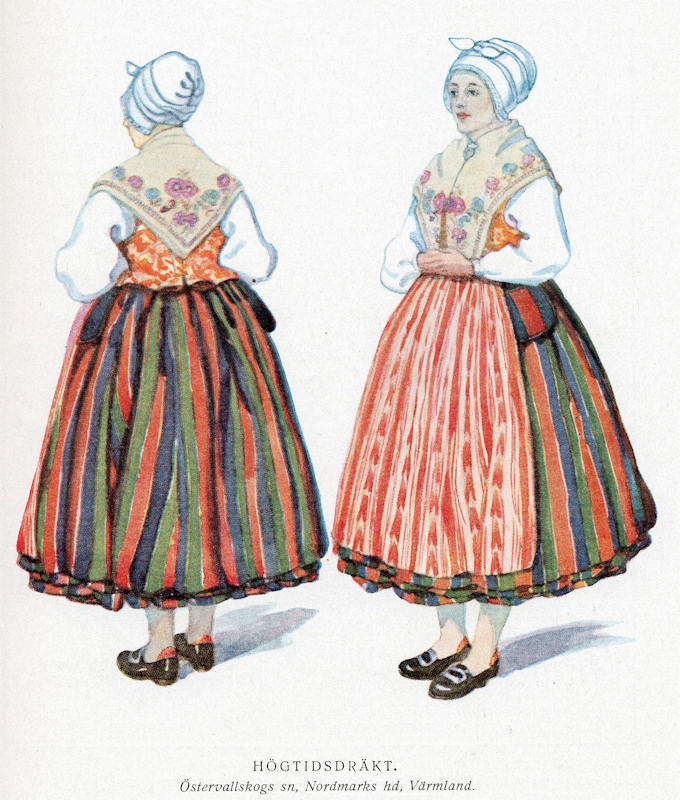
Kvinna i högtidsdräkt från Östervallskogs socken, Nordmarks härad, Värmland.

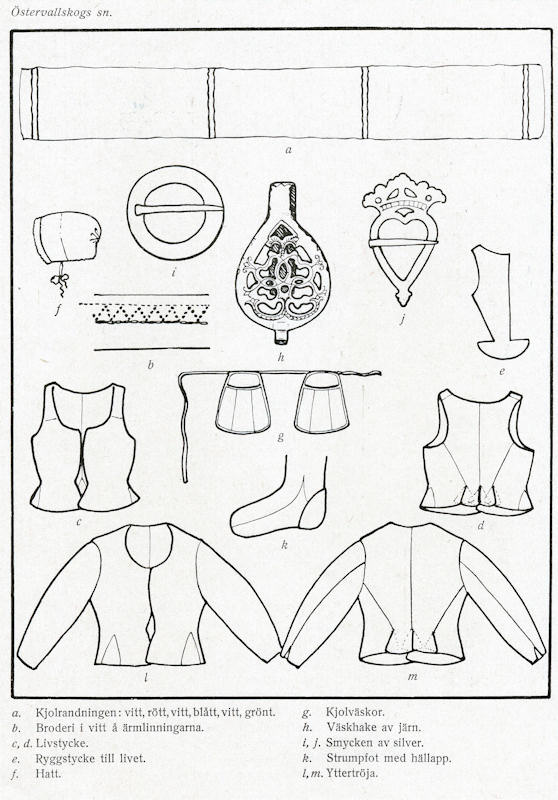
Mönsterritning av Emilie von Walkterstorff. Kvinna, Östervallskog socken.

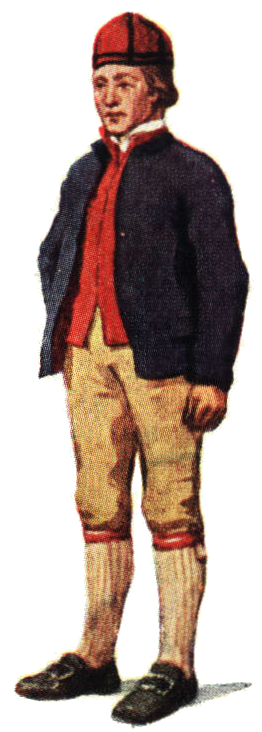
Folkdräkt, Östervallskogs socken, Nordisk familjebok

Östervallskogsdräkten är en folkdräkt (eller bygdedräkt) från Östervallskogs socken i Värmland.
I Östervallskog dog dräktskicket ut redan i början av 1800-talet.

## Kvinnodräkten
Östervallskogsdräkten utmärker sig för "färgglädjen och humorn" i den brett randiga, vida kjolen, rynkad i avdelningar ovanför varandra. Rokokodraget fullständigas av det skörtförsedda livstycket.
Kjolsäck, buren två åt gången på vardera sida 
| Plaggtyp   | Beskrivning | Ursprung |
| ---------- | --- | -------- |
| Kjol       | Tre bredrandiga yllekjolar i halvylle med breda ränder och starka färger . Bred, randig och vid siluett.                                                                                     |          |
| Liv        | Brokadliv med skört och häktor eller hemvävt vadmal, köpetyg i ylledamast, kalmink och kamlott                                                                                               |          |
| Överdel    | |          |
| Förkläde   | Ylle med röda flamgarnsränder på vit botten . Kan också vara antingen hemvävt, av köpetyg eller tryckta bomullstyg. Enfärgade eller randade.                                                 |          |
| Halskläde  | Tryckt mönster |          |
| Huvudbonad | Vitt hatt med pannakläde (kvadratiskt vitt kläde vikt till en remsa och lindat två varv runt huvudet, knuten på hjässan) (gift), så kallad lärftshuva (se bild 3, "Kvinna i högtidsdräkt") . |          |
| Ytterplagg | Blå tröja med häktor |          |
| Fotdon     | Vita strumport med röda hällappar av vadmal |          |

## Mansdräkten
| Plaggtyp   | Beskrivning | Ursprung |
| ---------- | --- | -------- |
| Byxor      | Guld knäbyxor |          |
| Väst       | Röd med ryggstycke av fodertyg, knäppning fram med hyskor och hakar |          |
| Överdel    | |          |
| Halskläde  | |          |
| Huvudbonad | Kilmössa “trindmössa” |          |
| Ytterplagg | Blå jacka alternativt grå vadmalslångrock av äldre snitt (skuren utan midje- och ryggsömmar med infällda kilar, knäppt med hyskor, enligt medeltida snitt) . Kallad “ökerock” . |          |
| Fotdon     | |          |